# Zonoedro
En geometría, un zonoedro es un poliedro convexo con simetría central, cada una de cuyas caras es un polígono con simetría central (un zonágono). Cualquier zonoedro puede describirse equivalentemente como la suma de Minkowski de un conjunto de segmentos de línea en el espacio tridimensional, o como la proyección tridimensional de un hipercubo. Los zonoedros fueron definidos y estudiados originalmente por E. S. Fedorov, un cristalógrafo ruso. De forma más general, en cualquier dimensión, la suma de Minkowski de segmentos de recta forma un politopo conocido como «zonotopo».

## Zonoedros que embaldosan el espacio
La motivación original para estudiar los zonoedros es que el diagrama de Voronoi de cualquier red forma un panal uniforme convexo en el que las celdas son zonoedros. Cualquier zonoedro formado de esta manera puede teselarse un espacio tridimensional y se denomina paraleloedro primario. Cada paraleloedro primario es combinatoriamente equivalente a uno de los siguientes cinco tipos: el romboedro (incluyendo el cubo), el prisma hexagonal, el octaedro truncado, el dodecaedro rómbico, y el dodecaedro rombo-hexagonal.

## Zonoedros a partir de sumas de Minkowski

Un zonotopo es la suma de Minkowski de segmentos de recta. Los dieciséis puntos rojos oscuros (a la derecha) forman la suma de Minkowski de los cuatro conjuntos no convexos (a la izquierda), cada uno de los cuales consta de un par de puntos rojos. Sus cascos convexos (sombreados en rosa) contienen signos más (+): El signo más de la derecha es la suma de los signos más de la izquierda

Sea {\displaystyle \{v_{0},v_{1},\dots \}} una colección de vectores tridimensionales. Con cada vector {\displaystyle v_{i}} podemos asociar un  segmento de recta {\textstyle \{x_{i}v_{i}\mid 0\leq x_{i}\leq 1\}}. La Suma de Minkowski {\textstyle \{\textstyle \sum _{i}x_{i}v_{i}\mid 0\leq x_{i}\leq 1\}} forma un zonoedro, y todos los zonoedros que contienen el origen tienen esta forma. Los vectores a partir de los cuales se forma el zonoedro se llaman sus generadores. Esta caracterización permite generalizar la definición de zonoedro a dimensiones superiores, dando lugar a los zonotopos.
Cada arista de un zonoedro es paralela al menos a uno de los generadores, y tiene una longitud igual a la suma de las longitudes de los generadores a los que es paralela. Por lo tanto, eligiendo un conjunto de generadores sin pares de vectores paralelos, y estableciendo todas las longitudes de los vectores iguales, podemos formar una versión  equilátera de cualquier tipo combinatorio de zonoedro.
Eligiendo conjuntos de vectores con altos grados de simetría, podemos formar de esta manera, zonoedros con al menos tanta simetría. Por ejemplo, generadores igualmente espaciados alrededor del ecuador de una esfera, junto con otro par de generadores a través de los polos de la esfera, forman zonoedros en forma de prisma sobre {\displaystyle 2k}-gonos regulares: el cubo, el prisma hexagonal, el prisma octogonal, el prisma decagonal, el prisma dodecagonal, etc.
Los generadores paralelos a las aristas de un octaedro forman un octaedro truncado, y los generadores paralelos a las diagonales largas de un cubo forman un dodecaedro rómbico.
La suma de Minkowski de dos zonoedros cualesquiera es otro zonoedro, generado por la unión de los generadores de los dos zonoedros dados. Así, la suma de Minkowski de un cubo y un octaedro truncado forma el cuboctaedro truncado, mientras que la suma de Minkowski del cubo y el dodecaedro rómbico forma el dodecaedro rómbico truncado. Ambos zonoedros son simples (tres caras se encuentran en cada vértice), al igual que el pequeño rombicuboctaedro truncado formado a partir de la suma de Minkowski del cubo, el octaedro truncado y el dodecaedro rómbico.